# Санта-Роса-Штампак
Санта-Роса-Штампак (ісп. Santa Rosa Xtampak) — руїни міста цивілізації мая у штаті Кампече (Мексика). Більш знана як «Штампак». У перекладі з мови мая назва «Штампак» перекладається як «Старі стіни».

## Історія

Штампак і регіон Ченес у 800 році

Стародавня назва невідома. Поселення було засновано у докласичний період, близько 400 року до н. е. Утім тривалий час залишалося невеличким містечком. Достеменно невідомий час розширення міста й збільшення його населення — 100—200 роки н. е. (кінець докласичного періоду) або 300—400 роки (початок класичного періоду). Саме в час переходу між обома періодами сформувалася політична структура й постала самостійна держава Чене. Але емблемний ієрогліф цього царства поки не знайдено.
Час розквіту припав на 550—950 роки. У цей період чисельність населення склала 10 тисяч осіб. Стосовно політичної історії недостатньо відомостей. Відносини з провідними державами Південних низин замало з'ясовані.
Занепад відбувся у 2-й половині X століття.

## Опис
Розташовано на відстані 10 км від руїн Ічпіча, 26 км від міста Хопельчен, в області Ченес, неподалік від межі зі штатом Юкатан.
Загальна площа становить 9 км2. Зведено на вирівненому пагорбі діаметром 800 м, з нього відкривався чудовий вигляд на долину. Навколо руїн знайдено рештки терас, де вирощували сільськогосподарські культури. Складається з 9 церемоніальних площ, що були зв'язані одна з одною. Місто зведено у двох архітектурних стилях: Ченес і Пуук.
Найбільшою спорудою є так званий «Зірковий пагорб», що являє собою велику платформу зі сходами й складається з 10 будов. Вони є рештками великої піраміди.
Цікавинкою є напівзруйнований палац ахавів. Він має 3 поверхи та 47 кімнат. По чотирьох сторонам масиву, що має в плані фігуру хреста, на першому поверсі розташовані подвійні рядки кімнат (всього 29). Ліве і праве крила майже абсолютно симетричні. Другий поверх вкриває дещо більший простір, ніж верхня площа основи, тобто фасадні стіни приміщень другого поверху спираються на серединні стіни першого. На другому поверсі знаходяться 12 кімнат і дві невеликі внутрішні сходи, що ведуть наверх. На третьому поверсі, що складається з 6 окремих кімнат, розміщена арка, що самостійно стоїть, від якої розташовані по західному схилу кам'яного масиву величні сходи, які ведуть до низу. Кімнати 3, 15, 17, 18, 24, 26 містять ліжка. Вхід з фасаду на другий поверх має форму відкритої пащі змії (при цьому нижня «щелепа» відсутня).
До палацу долучається так званий «Червоний будинок», що 3 кімнати. Створено у стилі Ранній Пуук. Неподалік є споруда з проходом подвійної змії, що має 4 кімнати.
Особливою є велика площа, навколо розташовані подовжені будинки завдовжки 50 м, утворюючи своєрідний закритий «двір». Фасад цього «двору» поєднує стилі Ченес й Пуук. На території виявлено піраміду кінця класичного періоду.
На північний Захід від палацу розташовано так званні Південно-Західну групу, що складається з великої l-подібної будови з 11 кімнатами. Вона відповідає стилю Прото-Пуук.
На південний схід від центру знаходиться група «Південно-Східний чотирикутник». Являє собою поєднання 4 довгих будов з одним або двома рядами кімнат навколо квадратного двору. Нижні частини будівель сильно пошкоджені.
На стінах палацу добре збереглися фрески, які замалював Ф. Казервуд. Розташовані на 10 «чепцевих каміннях» у декількох кімнатах на 2-му поверсі.
Стели, що зводилися у місті, датуються періодом з 646 до 948 року. Більшість з них гладенькі, 8 з них виявлено біля великої піраміди — Зіркового пагорбу.

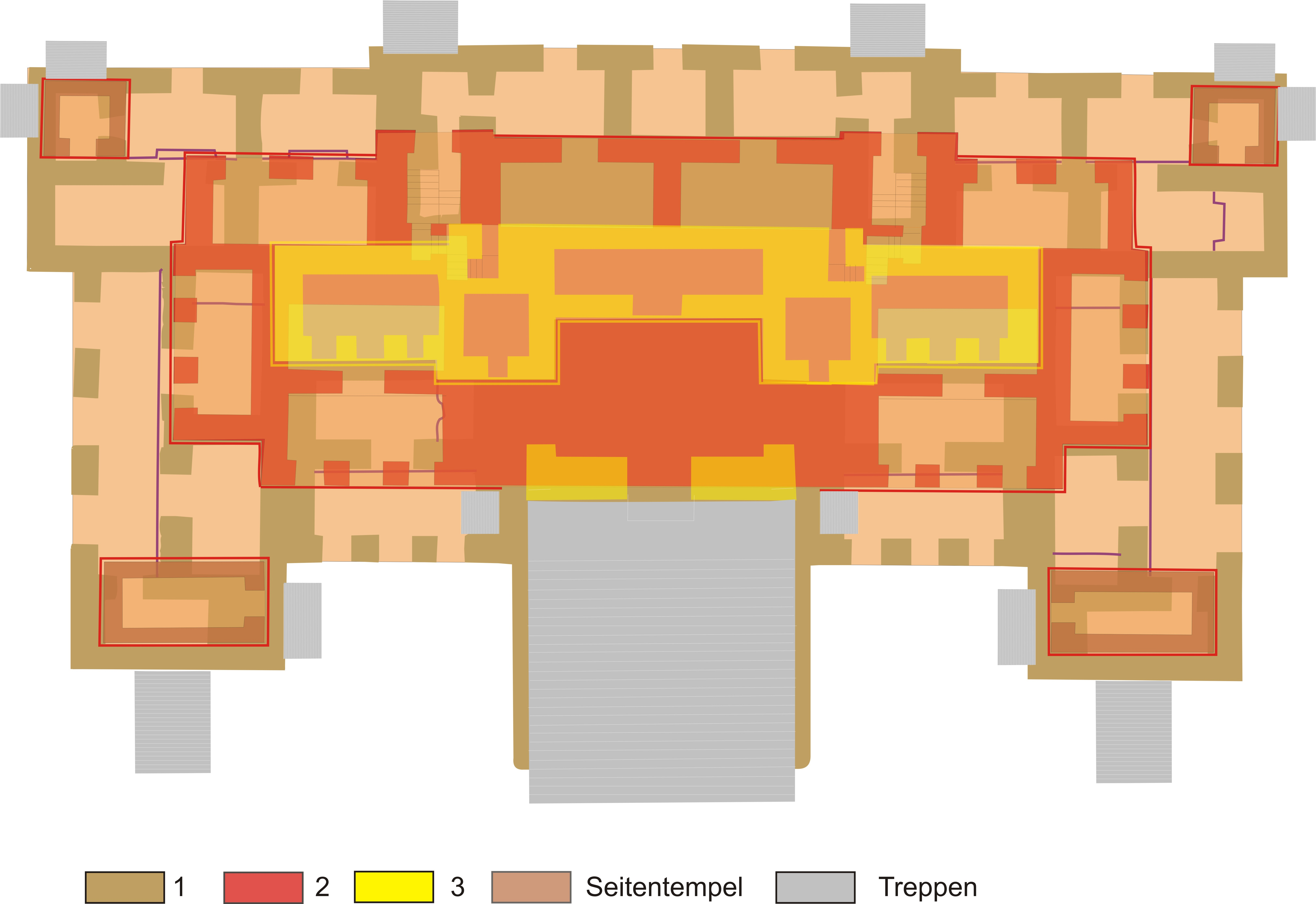
Палац
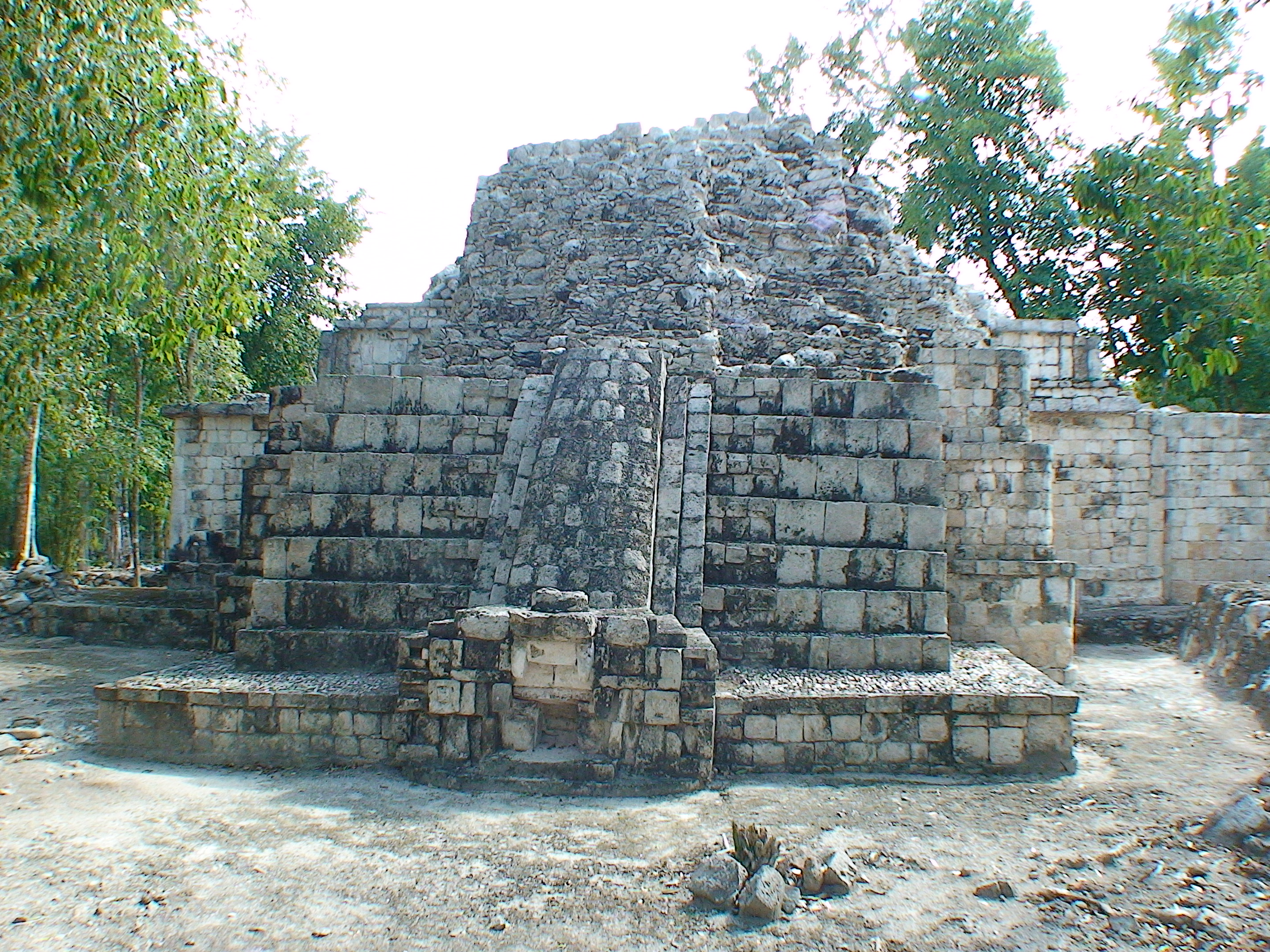
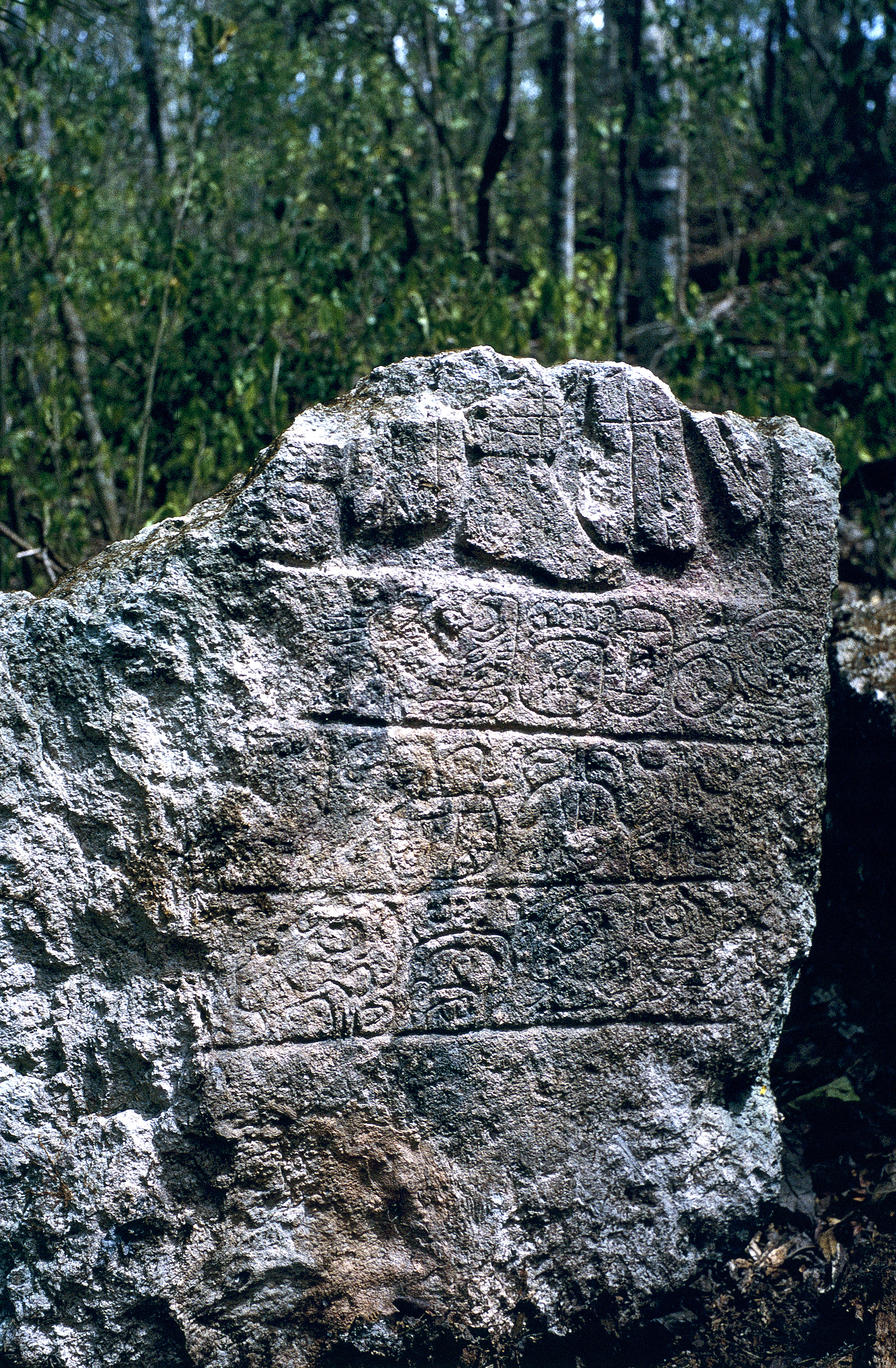
Стела 2
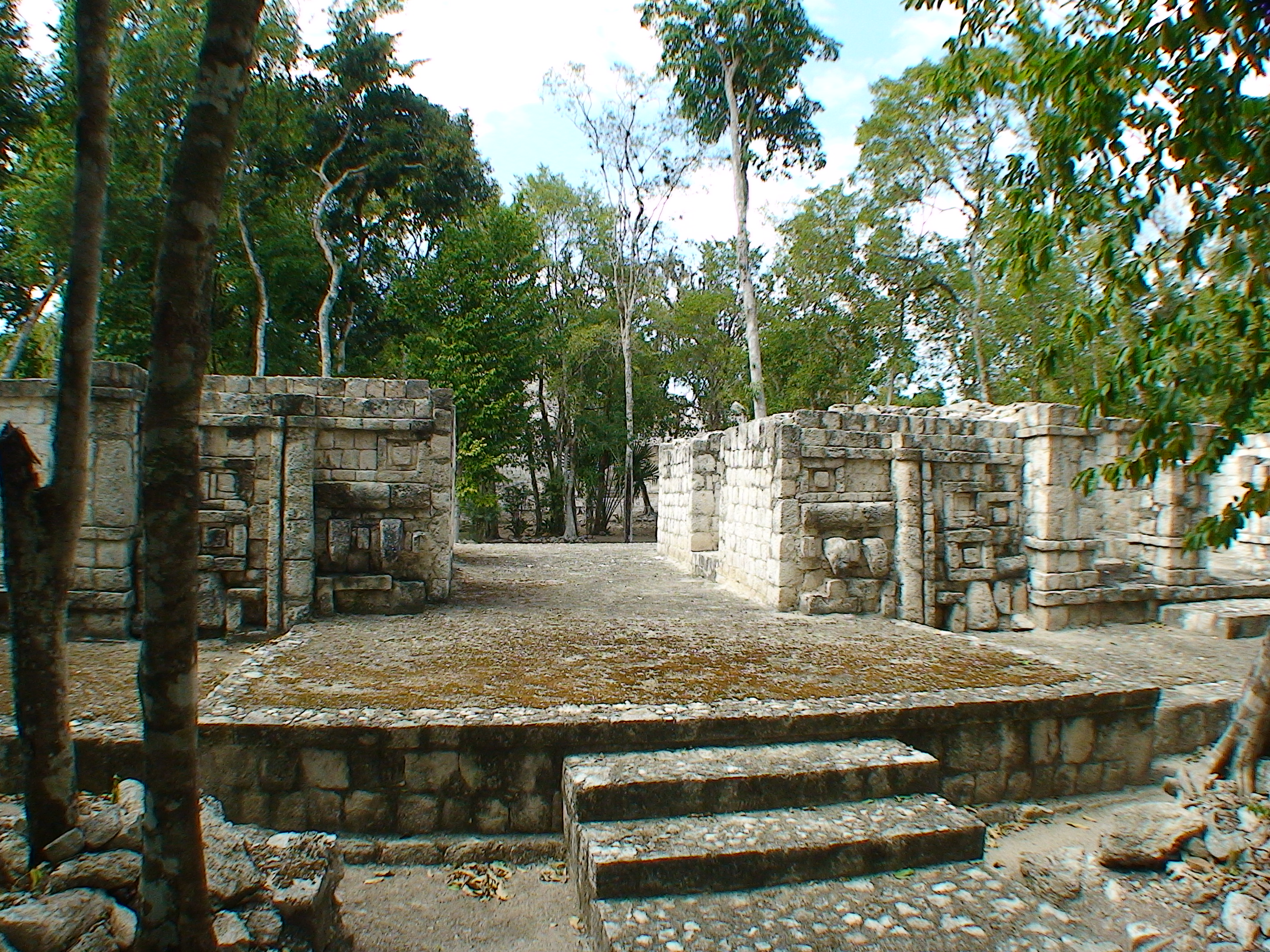

## Історія досліджень
Виявлено у 1841 році американцями Джоном Ллойдом Стефенсом й Фредериком Казервудом, втім внаслідок захворювання на малярію вони не змогли продовжити роботи. Юкатанська війна стала причиною подальшого руйнування міста. Лише наприкінці XIX ст. нові замальовки зробив австрійський дослідник Теоберт Малер.
Значні дослідження відбувалися у 1930-1940-х роках на чолі із Гаррі Поллоком, Карлом Руппертом й Лоренсом Ройсом. У 1950-х роках дослідження проводив Д. Брейнерд. З 1995 року розкопки вели Антоніо Бенавідес Кастільо, Рене Сапата.